# あぶくま号
あぶくま号（あぶくまごう）は東京都と福島県福島市、郡山市を結ぶ高速バスである。
全席指定制のため、あらかじめ乗車券を購入しなければならない。

## 運行会社
- ジェイアールバス東北（新宿 - 郡山・福島）
  - 福島支店
    - ワンマン運行で、乗務員は新宿 - 福島を通し乗務。
- 福島交通（新宿 - 郡山・福島）
  - 郡山支社（新宿 - 郡山）・福島支社（郡山 - 福島）。
    - ワンマン運行。福島発着便は郡山駅前で乗務員交代を行い[2]、郡山駅前 - 福島駅東口間は福島支社の乗務員が乗務する。

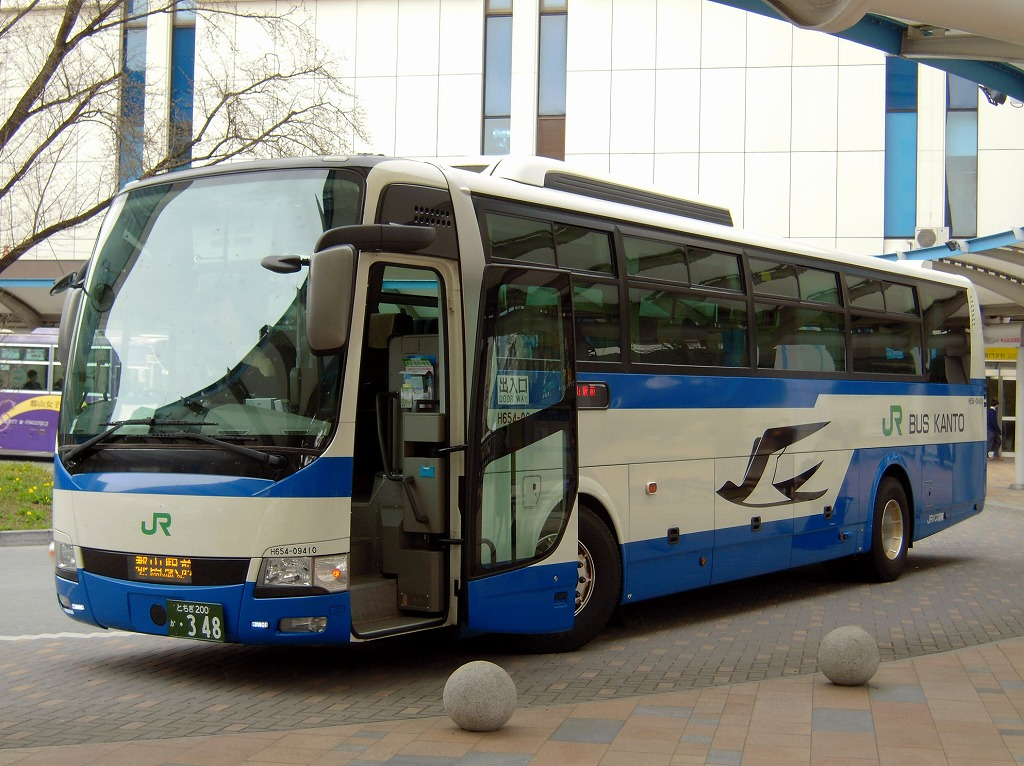
JRバス関東は2021年5月末で運行から撤退した

### 過去の運行会社
- ジェイアールバス関東
  - 2021年5月31日の運行をもって撤退。
  - 1998年に東京支店1往復、旧棚倉支店1往復の計2往復で参入して東京側の会社2往復、福島側の会社各1往復で開業した。
  - 乗務員は佐野支店、白河支店が担当していた。
    - ワンマン運行で、一部便は佐野SAまたは阿武隈PAで乗務員交代を行っていた。

## 運行経路

### 現行
郡山線、福島線（郡山経由）
バスタ新宿（新宿駅新南口） - 池袋駅東口降車場（新宿行のみ） - 王子駅前 - <首都高速道路 - 東北自動車道> - 西郷バスストップ - 矢吹泉崎バスストップ - （須賀川IC） - 須賀川営業所 - <国道4号> - 郡山駅前 - （本宮IC） - <東北自動車道> - 二本松バスストップ - 福島西IC -  福島駅東口
- 途中休憩は羽生PA・那須高原SAで実施。

### 過去の運行経路
福島線（郡山・二本松経由）
新宿駅新南口 - 池袋駅東口降車場（新宿行のみ） - 王子駅前 - <首都高速道路 - 東北自動車道> - 西郷バスストップ - <東北自動車道> - （須賀川IC）- 須賀川営業所 - <国道4号> - 郡山駅前 - （本宮IC） - <東北自動車道> - （二本松IC） - 二本松市役所 - 福島蓬莱（福交蓬莱車庫前） - 福島駅東口 - 福島高速バスターミナル
※2008年11月30日をもって廃止。
福島線（直行便）
新宿駅新南口 - 池袋駅東口降車場（新宿行のみ） - 王子駅前 - <首都高速道路 - 東北自動車道> - 西郷バスストップ - <東北自動車道> - （二本松IC） - 二本松市役所 - 福島蓬莱（福交蓬莱車庫前） - 福島駅東口
※2005年11月に上記経由便と統合。
郡山 - 東京駅線
東京駅（出発：八重洲南口、到着：日本橋口） -  王子駅前（東京行のみ） - <首都高速道路 - 東北自動車道> - 西郷バスストップ - （須賀川IC） - 須賀川営業所 - （須賀川IC） - <東北自動車道> - （郡山南IC）- 郡山南インター口 - 大槻車庫 - 郡山駅前
※2007年10月19日から2008年11月30日まで運行。

## 運行回数
- 1日9往復
  - 新宿駅 - 郡山駅・福島駅：1日4往復（JRバス東北3・福島交通1）※JRバス東北1往復は特定日の運行
  - 新宿駅 - 郡山駅：1日5往復（福島交通）※1往復は特定日の運行

## 歴史

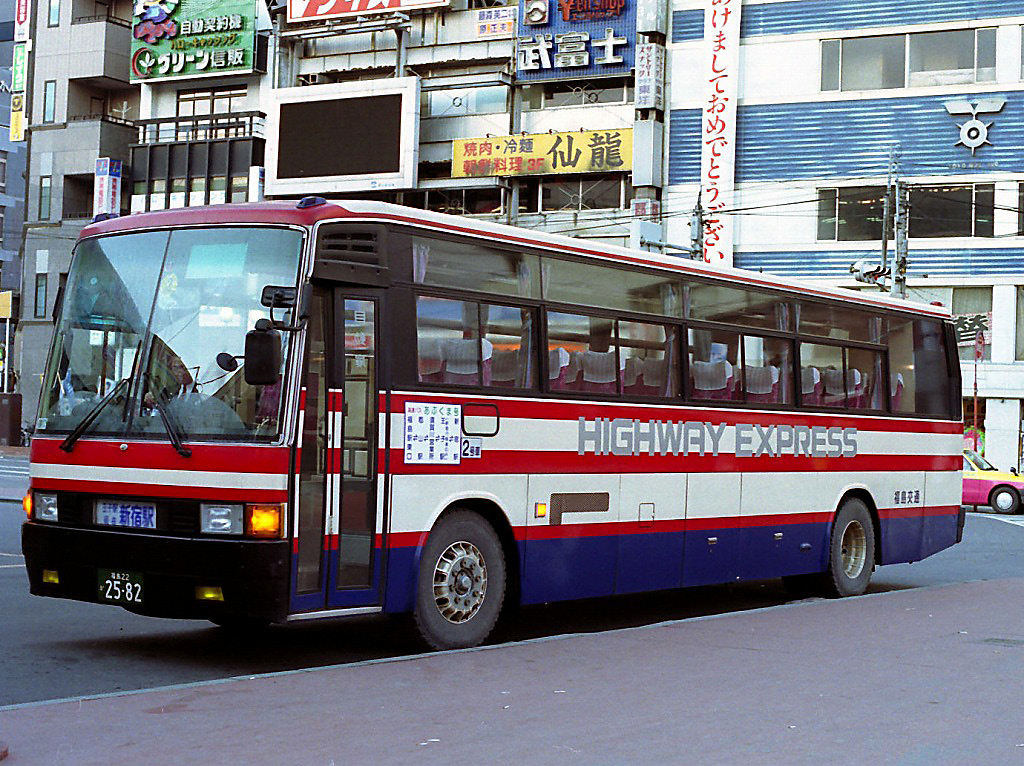
福島交通に導入されたJRバス関東からの譲受車（郡山駅にて）

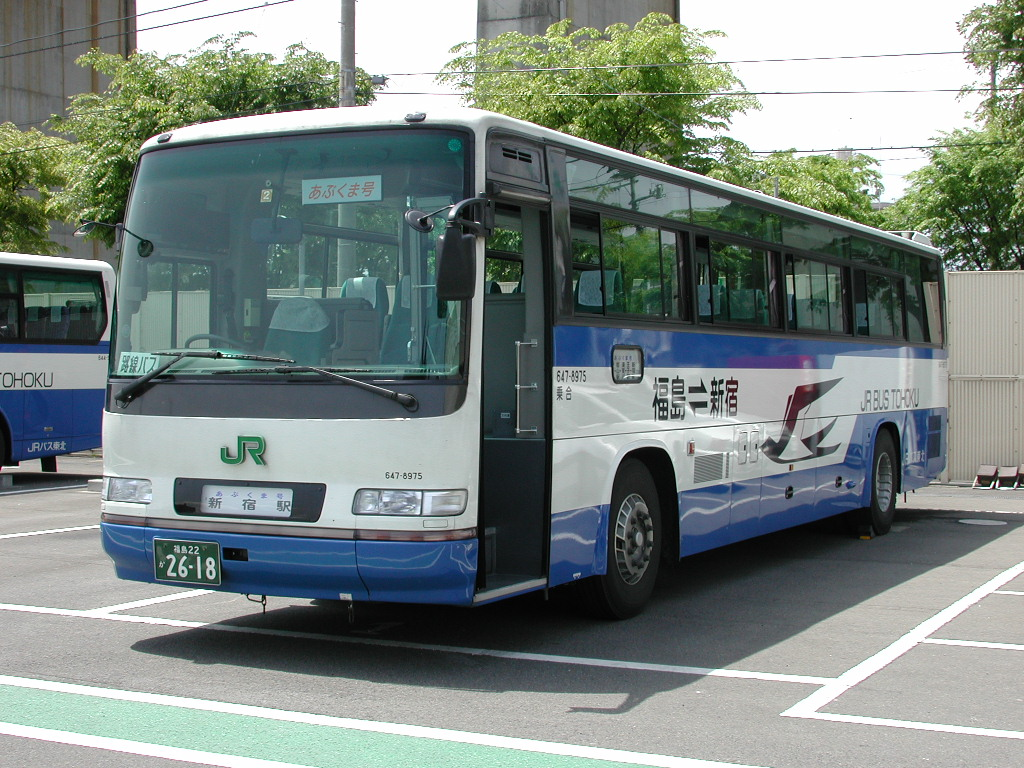
JRバス東北運行開始当時の車両

- 1998年（平成10年）7月18日 - 1日4往復（JRバス関東2往復、JRバス東北1往復、福島交通1往復）で運行開始[1]。
- 1999年（平成11年）7月16日 - 1日6往復（JRバス関東2往復、JRバス東北2往復、福島交通2往復）に増便。
- 2000年（平成12年）8月1日 - 東北自動車道本線上に「西郷」停留所を設置。
- 2001年（平成13年）12月21日 - 1日9往復に増便[3]（うち郡山発着便3往復、上り福島発の1便は直行便）。バス停追加（福島蓬莱、二本松市役所、池袋三越裏）。
- 2005年（平成17年）
  - 6月1日 - 1日12往復に増便（郡山発着便を6往復に、福島発着直行便を3往復とする）。
  - 11月 - 福島発着直行便を全便郡山停車に変更。二本松・福島蓬莱通過便を設定（下り2便、上り3便）。
- 2006年（平成18年）
  - 8月1日 - 「王子駅前」停留所に下り便停車開始。
  - 12月15日 - 「福島高速バスターミナル」の使用開始。
- 2007年（平成19年）10月19日 - 郡山発着便のうち3往復を東京駅 - 郡山間を新設の上振り替え、同時に「大槻車庫」・「郡山南インター口」停留所を新設。
- 2008年（平成20年）12月1日 - 東京駅 ‐ 郡山便を廃止の上新宿発着便に再統合、同時に「大槻車庫」・「郡山南インター口」停留所を廃止。あわせて福島発着便を全便「福島西IC」停車・福島駅東口発着に変更し、「二本松市役所」・「福島蓬莱」の両停留所、及び福島高速バスターミナルへの乗り入れを廃止。
- 2010年（平成22年）3月17日 - JRバス関東運行便はすべて郡山発着、JRバス東北便は福島発着となる。また、乗務員交代の都合上JRバス関東便の休憩場所が佐野SAでの1回のみに変更。
- 2011年（平成23年）
  - 3月18日 - 同年3月11日に発生した東北地方太平洋沖地震の影響により運休していたが、臨時ダイヤで運行を再開。再開時の運行回数は、郡山発着便3往復（JRバス関東2往復・福島交通1往復）、福島発着便3往復（JRバス東北2往復・福島交通1往復）[4]。（以降順次増便[5]）。
  - 3月27日 - この日より通常ダイヤでの運行に戻る[6]。
  - 4月1日 - この日より福島発着便が「二本松バスストップ」に停車。新宿行は乗車、新宿発は降車のみ。
  - 12月16日 - この日よりJRバス東北運行便のうち2往復（下り1号・9号、上り6号・20号）に窓側コンセント付き4列ワイドシート車両を導入[7]。但し、定期点検や増便の場合は通常の4列シート車で運行される。
- 2012年（平成24年）5月10日 - この日より福島交通車両バス車内にて無線LAN（Wi-Fi）サービスを開始[8]。
- 2013年（平成25年）9月7日 - 同日乗車分より「早売」の設定を変更、往復割引を廃止[9][10]。
- 2014年（平成26年）4月1日 - 運賃改定[11]。
- 2016年（平成28年）
  - 3月31日 - この日出発分をもって、みどりの窓口での乗車券発売を終了（取扱いは同日乗車分まで）[12]。
  - 4月4日 - この日から、新たに開業したバスタ新宿から発着。
- 2019年（平成31年・令和元年）
  - 4月1日 - 運賃改定。新たにカレンダー運賃（最繁忙期、繁忙期、通常期）を導入[13]。
  - 8月1日 - この日出発便より「矢吹泉崎バスストップ」新設・停車開始[14][15]。
- 2020年（令和2年）
  - 4月7日 - 新型コロナウイルスの感染拡大の影響により、2往復（同年4月10日から8往復）を同年5月6日まで運休[16][17]。
  - 4月21日 - 運休を拡大。1日2往復（JRバス東北担当便）のみの運行となり、期間も「当面の間」に延長となる[16]。
  - 6月6日 - 一部便（1日4往復、福交2・JR関東2）の運行を再開[18]。
- 2021年（令和3年）
  - 1月18日 - この日より一部便（1日4往復、福交2、JR関東2）を運休。これにより再び1日2往復（JRバス東北担当便）のみの運行となる[19][20]。
  - 2月14日 - 前日（2月13日）夜に発生した福島県沖地震の影響により東北新幹線が不通になったため、この日より同年2月23日まで臨時便（1日最大7便）を運行[21]。
  - 2月25日 - この日より当面の間、1日5往復（JR東北2、福交3）を運行[22][23]。
  - 6月1日 - この日よりJRバス関東が運行より撤退し、福島交通とJRバス東北の二社運行体制となる。1日9往復（福島発着便4、郡山発着便5）に減便[24][25][26]（当面の間1日6往復（福島発着便2、郡山発着便4）で運行）。
- 2022年（令和4年）3月16日 - 福島県沖地震が発生し、東北新幹線の一部区間（東京・那須塩原 - 郡山間）で運転を見合わせたため、3月17日から3月22日まで一部の便で続行便を運行[27][28]。
- 2023年（令和5年）7月15日 - 時刻変更とともに福島発着便のうち1往復をJRバス東北から福島交通に変更（福島交通の福島発着便が再開）[29][30]。
- 2024年（令和6年）4月13日 - ジェイアールバス東北が同年3月16日より運行を開始した新幹線E8系電車『山形新幹線つばさ号』のカラーリングを模したデザインの車両2両を含む新車3両（いずれも三菱ふそう・エアロエース）を導入[31]。

## 参考項目
- あだたら号
- ドリーム福島・東京号